# Заря севера
Заря севера  — технический (винный) гибридный сорт винограда, используемый в основном для выведения новых морозоустойчивых видов.

## История
Выведен в 1936 году Я. И. Потапенко и Е. И. Захаровой в Центральной генетической лаборатории им. И. В. Мичурина скрещиванием сортов Сеянец Маленгра (клон сорта Маленгр ранний) × Виноград амурский.
Сорт продемонстрировал высокую морозоустойчивость, и он быстро стал основным экспериментальным видом для выведения новых морозоустойчивых сортов.
В 1964 году, чехословацкий селекционер Вилем Краус начал эксперименты по скрещиванию сортов Заря севера × Сен-Лоран. С результатами Вилема ознакомился профессор Гельмут Беккер и сразу оценил перспективность работ над новым морозоустойчивым сортом из СССР. Он продолжил селекционную работу в Гайзенхаймском институте садоводства и виноградарства с этими сортами, и вскоре вывел Рондо, который  впоследствии приобрёл некоторую популярность, и там же повёл дальнейшие эксперименты с Зарёй севера. Считалось, что Беккер параллельно экспериментировал с сортом Саперави северный или просто Северный, но недавние генетические исследования показали, что скорее всего он работал только с Зарей севера. Таким образом, некоторые популярные современные PIWI- и морозоустойчивые сорта, Барон, Броннер, Каберне Кантор, Каберне Кортис, Монарх, Солярис,  выведены на базе этого сорта.

## География
Сорт культивируется на любительском уровне в таких зонах рискованного виноградарства, как, например, Подмосковье. В Центральной Европе его культивируют в экспериментальных и научных целях.

## Основные характеристики
Кусты среднерослые. Вызревание побегов хорошее.
Листья средние, трёхлопастные, иногда пятилопастные, морщинистые, снизу со щетинистым опушением. Черешковая выемка открытая, сводчатая.
Цветок функционально женский.
Грозди средние, конические, иногда цилиндроконические, среднеплотные или плотные.
Ягоды средние, округлые, чёрные, с сильным восковым налётом. Мякоть сочная, слегка хрустящая.
Сорт раннего периода созревания. Период от начала распускания почек до съемной зрелости ягод составляет 115—120 дней.
Урожайность 80—100 ц/га.
Устойчивость к милдью (ложной мучнистой росе) высокая. Морозоустойчивость высокая.